# Trije prispevki k slovenski blaznosti
Trije prispevki k slovenski blaznosti je slovenski dramski triler-omnibus iz leta 1983, sestavljen je iz treh zgodb Kronika zločina v režiji Žareta Lužnika, Kronika norosti v režiji Borisa Jurjaševiča in Kronika upora v režiji Mitje Milavca. Film je bil nagrajen za masko na Puljskem filmskem festivalu.

## Igralci
- Milada Kalezič kot Lena
- Stanislava Bonisegna
- Vlado Novak kot debil
- Bine Matoh
- Sandi Pavlin
- Milena Muhič
- Nina Gazibara
- Branko Miklavc
- Aleš Jamšek kot Ivan
- Desa Muck kot Marija
- Miloš Battelino kot Štefan
- Janez Eržen
- Polde Bibič kot psihiater
- Peter Mlakar
- Vladislava Milosavljević kot Olga
- Zvonko Čoh kot Zvonko
- Štefka Drolc kot teta
- Jožica Avbelj kot učiteljica
- Boris Cavazza kot voznik
- Zoran More
- Vida Levstik
- Franc Markovčič
- Gojmir Lešnjak
- Srečko Erjavec
- Simona Gruden kot punčka
- Peter Bostjančič kot Emil
- Marko Derganc kot psihiater
- Meta Vranič kot ženska
- Božo Vovk
- Lehl Zahariaš
- Nina Zdravič
- Alenka Vipotnik kot Ivanova mati
- Peter Zobec
- Violeta Tomič
- Breda Pugelj
- Polona Vetrih
- Nataša Polič
- Jožef Ropoša kot Ivan
- Miki Stojković
- Zoran Radisavljević kot Ivan (5 let)
- Julija Uršič
- Leila Rehrar
- Alja Tkačeva
- Zorica Pesek
- Brane Štrukelj
- Miro Podjed
- France Severkar
- Marinka Štern
- Vera Per
- Tonja Ponebšek
- Radko Polič kot Frenk
- Majda Potokar kot Štefanova mati
- Majolka Šuklje